# Station Gombong

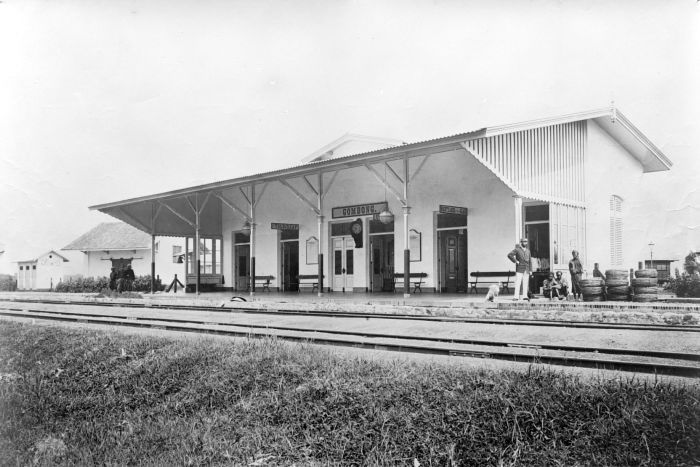
Station Gombong, Midden-Java (1890-1900)

Gombong is een spoorwegstation in de Indonesische provincie Midden-Java.

## Bestemmingen
- Kutojaya Utara: naar Station Tanahabang en Station Kutoarjo
- Senja Bengawan: naar Station Tanahabang en Station Solo Jebres
- Gaya Baru Malam Selatan: naar Station Jakarta Kota en Station Surabaya Gubeng
- Logawa: naar Station Purwokerto en Station Jember
- Taksaka Pagi: naar Station Gambir en Station Yogyakarta
- Progo: naar Station Pasar Senen en Station Lempuyangan
- Senja Utama Solo: naar Station Jakarta Pasar Senen
- Sawunggalih Utama: naar Station Pasar Senen en Station Kutoarjo
- Kahuripan: naar Station Padalarang en Station Kediri
- Kutojaya Selatan: naar Station Bandung Kiaracondong en Station Kutoarjo
- Lodaya: naar Station Bandung en Station Solo Balapan
- Pasundan: naar Station Bandung Kiaracondong en Station Surabaya Gubeng
- Malabar: naar Station Bandung en Station Malang